# قطعنامه ۱۶۸۶ شورای امنیت
قطعنامه  ۱۶۸۶ شورای امنیت سازمان ملل متحد که در تاریخ ۱۵ ژوئن ۲۰۰۶ تصویب شد، سندی بین‌المللی دربارهٔ بررسی وضعیت خاورمیانه است. این قطعنامه طی نشست ۵۴۶۱ام با ۱۵ رای موافق، ۰ مخالف و ۰ ممتنع تصویب شد.